# Jan Konarski (rzeźbiarz)

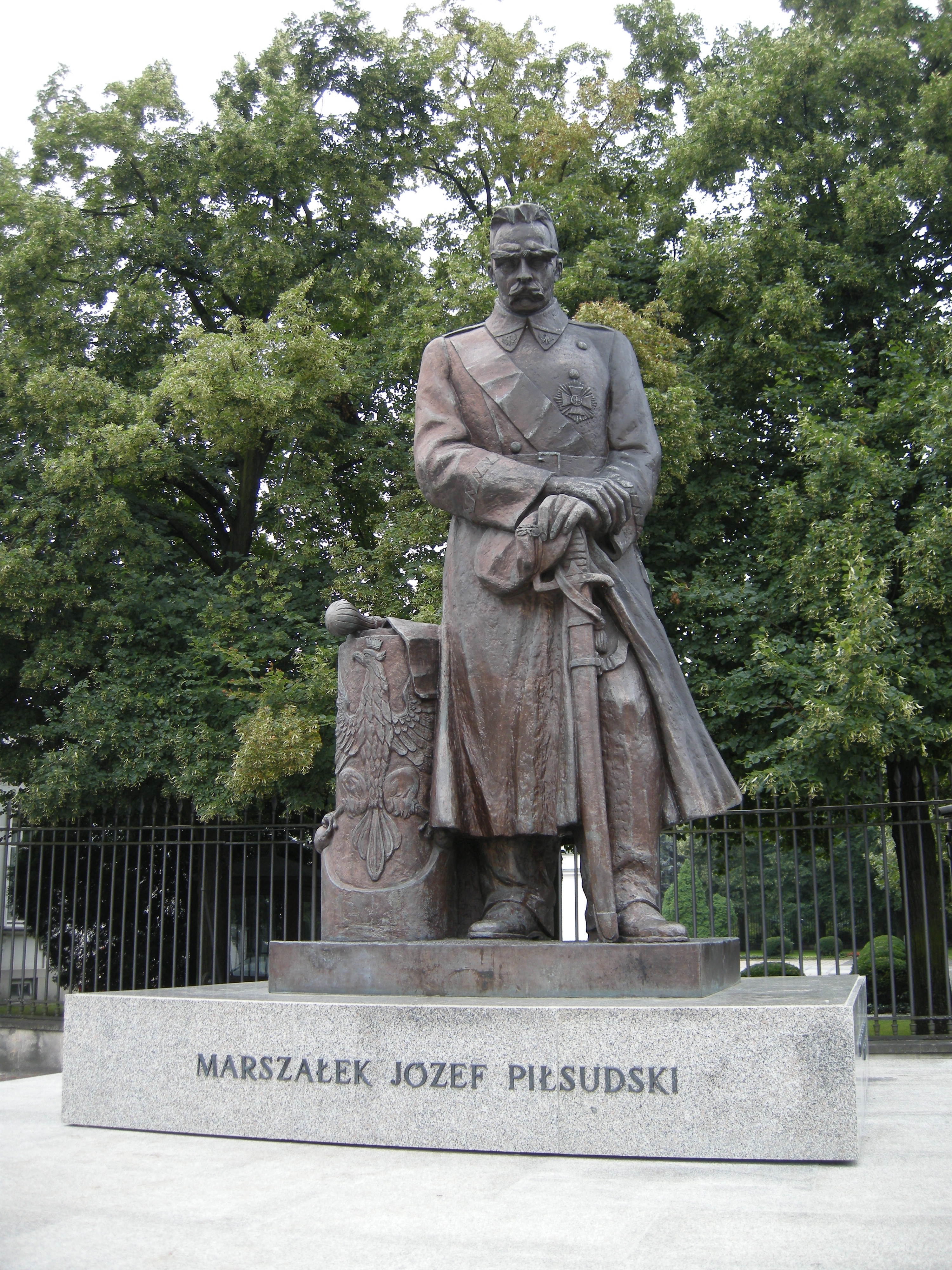
Pomnik Piłsudskiego w Warszawie, przed Belwederem.

Jan Konarski (ur. 24 lutego 1949 w Słupsku, zm. 2 maja 2007 tamże) – polski artysta rzeźbiarz.

## Życiorys
W Słupsku ukończył I LO, gdzie nauczał jego ojciec Michał Konarski. Studiował w Państwowej Wyższej Szkoły Sztuk Plastycznych w Gdańsku u prof. Alfreda Wiśniewskiego i prof. Adama Smolany. Obronił dyplom w 1972 roku. Został uhonorowany tytułem „Zasłużony działacz kultury” przez Ministra Kultury i Sztuki. Od 1972 roku brał udział w wystawach indywidualnych i zbiorowych w Polsce, Danii i Niemczech. Uczestniczył także w międzynarodowych plenerach rzeźbiarskich. Był członkiem Związku Polskich Artystów Plastyków, Związku Artystów Rzeźbiarzy oraz należał do Zrzeszenia Kaszubsko–Pomorskiego. Mieszkał w Słupsku wraz z żoną Barbarą oraz z dziećmi Katarzyną Konarską i Michałem Konarskim.
Zmarł 2 maja 2007. Został pochowany na Starym Cmentarzu Komunalnym w Słupsku.

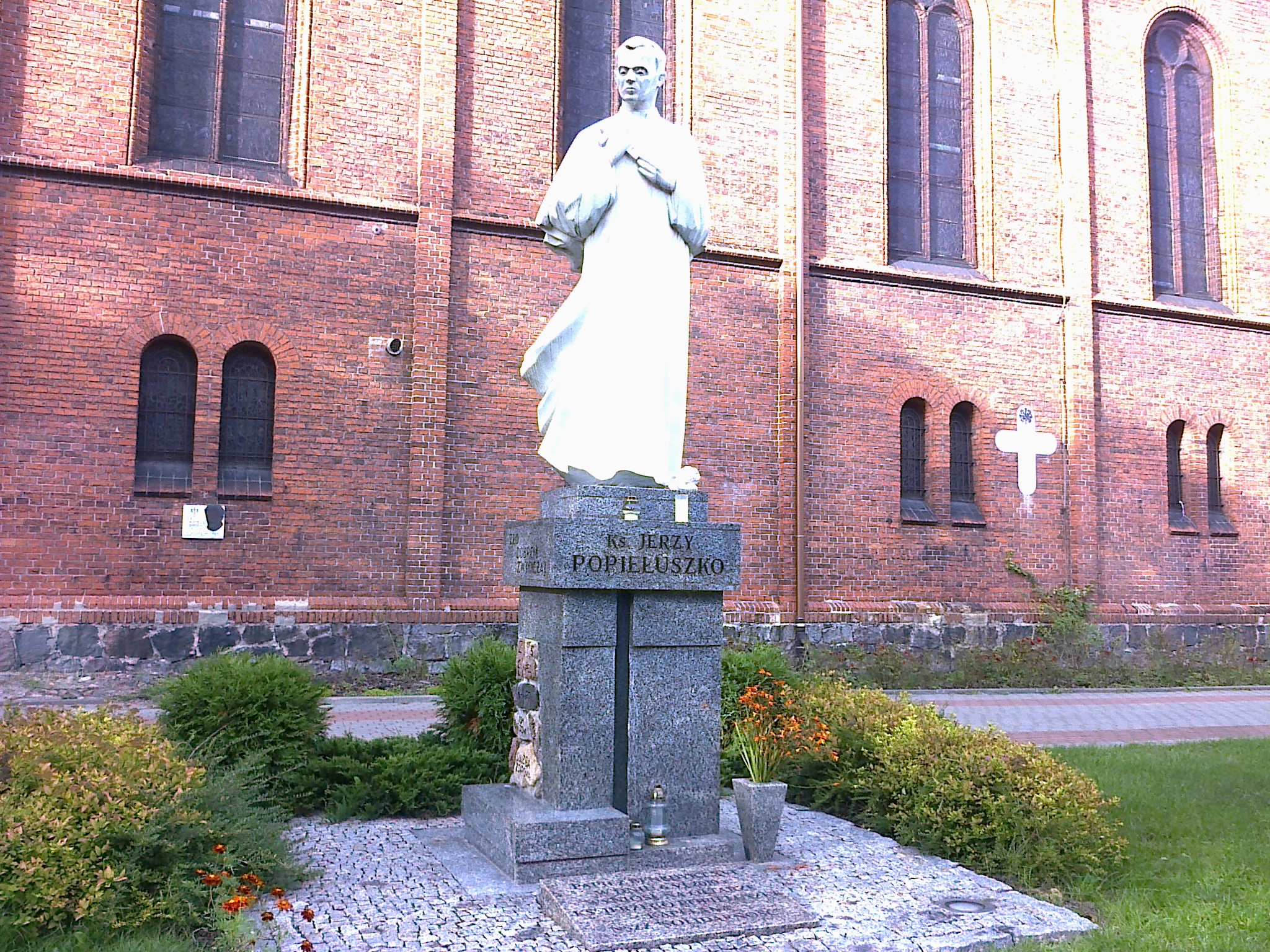
pomnik Jerzego Popiełuszki przed Kościołem Najświętszego Serca Jezusowego w Słupsku

## Projekty i realizacje rzeźbiarskie Jana Konarskiego
Pomniki:
- popiersie Janusza Korczaka, Wojewódzki Szpital Zespolony w Słupsku[2]
- pomnik Jerzego Popiełuszki, Słupsk[2]
- 1977 – pomnik oficera PMH, Gdynia Witamino
- 1981 – projekt pomnika Kardynała Tysiąclecia Stefana Wyszyńskiego
- 1987 – pomnik Pomordowanym Aliantom II wojny światowej zrealizowany wg koncepcji Mirosława Jarugi, Cmentarz Komunalny w Słupsku
- 1995 – pomnik Monument Pojednania polsko–niemieckiego, Swierzno
- 1998 – pomnik Józefa Piłsudskiego przed Belwederem w Warszawie wg kameralnej rzeźby Stanisława Ostrowskiego, Warszawa
- 1999 – pomnik Armii Krajowej w Radzyminie. Pomnik Uczestników Bitwy warszawskiej, rozwiązanie rzeźbiarsko-architektoniczne w przestrzeni, Radzym
- 2000 – popiersie papieża Jana Pawła II, Radzymin
- 2002 – projekt pomnika księcia Bolesława Krzywoustego dla I L.O. w Słupsku oraz Pomnik Niezłomnym Żołnierzom Józefa Piłsudskiego, Nieporęd – Białobrzegi
- 2003 – popiersie Heinricha von Stephana dla I L.O. w Słupsku

Rzeźby parkowe i kameralne:
- 1975 – Dziewczyny z piłką, Słupsk
- 1978 – Ryby, Słupsk
- 1980 – Ostatnie Tango, Lębork
- 1986 – rzeźby do fontanny, Ustka[2]
- 1996 – rzeźby na frontonie kamienicy E. Wedla, Warszawa
- 1999 – rzeźba na szczycie frontonu budynku Prokuratury Warszawa-Praga
- 2001 – kopie 2 rzeźb antycznych do Pałacu Prezydenckiego Warszawie

Fontanny:
- 1978 – fontanna w Ustce
- 1989 – Fontanna Przyjaźni na Starym Rynku w Słupsku (wspólnie z Edwardem Iwańskim)

Płaskorzeźby:
- 1978 – płaskorzeźba Janusza Korczaka dla Biblioteki Publicznej, Człuchów
- 1986 – herb Ustki
- 1987 – płaskorzeźba poświęcona założycielowi Domu Kultury w Słupsku, K. Dąbrowskiemu
- 1989 – płaskorzeźba dla Straży Pożarnej w Słupsku
- 1989–1990 – Sala Herbowa w Urzędzie miasta i gminy w Miastku
- 1990 – tablica pamiątkowa dla Wojewódzkiego Szpitala Zespolonego w Słupsku
- 1995 – herb miasta Słupska oraz tablica poświęcona Pionierom Słupska, Ratusz Urząd Miejski
- 2002 – płaskorzeźba Michała Wasylki, I L. O. w Słupsku
- 2002 – płaskorzeźba Władysława Reymonta, Zespół Szkół Rolniczych w Słupsku
- 2003 – płaskorzeźba poświęcona R. Schumanowi, I Gimnazjum w Słupsku

Plenery:
- 1974, 1975, 1976, 1977 – udział w plenerze „Plener młodych” w Miastku
- 1976 – udział w plenerze „Tworzywa sztuczne” w Ustce
- 1978, 1979, 1980, 1981, 1984 – udział w plenerze „Ceramika dla architektury” w Lęborku i St. Gronowie
- 1992–1994 – udział w Międzynarodowym plenerze rzeźbiarskim w drewnie „Grenzgänger”: Schwarzenberg w Austrii, Haidmüle w Niemczech, Lenora w Czechach
- 1998 – udział w Międzynarodowym plenerze rzeźbiarskim w drewnie we Flensburgu, w Niemczech
- 2001 – udział w Międzynarodowym plenerze rzeźbiarskim w drewnie „Getanzte emotionen” w St. Blasien, w Niemczech
- 2003 – udział w Międzynarodowym plenerze rzeźbiarskim w drewnie „Angel” w St. Blasien w Niemczech

Wystawy indywidualne:
- 1972 – pierwsza podyplomowa wystawa w Bałtyckim Teatrze Dramatycznym w Słupsku
- 1976 – wystawa w Biurze Wystaw Artystycznych – Baszta Czarownic oraz MPiK-u w Słupsku
- 1976 – wystawa w Gminnej Galerii Sztuki Współczesnej w Dębnicy Kaszubskiej
- 1983 – wystawa rysunku w Galerii Wojewódzkiego Domu Kultury w Słupsku

Wystawy zbiorowe:
- 1973 – udział w Międzynarodowej wystawie w Neubrandenburgii w Niemczech oraz w Gladsaxe w Danii
- 1974 – udział w wystawie odbywającej się w czterech miastach: Koszalin, Warszawa, Słupsk, Miastko
- 1975 – udział w wystawach w Szczecinie, Koszalinie, Miastku oraz w Słupsku
- 1976 – udział w wystawie rysunku i rzeźby w Berlinie, Niemcy oraz w Koszalinie, Miastku, Słupsku i Dębnicy Kaszubskiej
- 1977, 1978 –  udział w wystawach w Słupsku i Lęborku
- 1979 – udział w wystawach w Słupsku, Lęborku oraz St. Gronowie
- 1980 – udział w wystawach w Słupsku, Debrznie oraz St. Gronowie
- 1988 – udział w wystawie w Salonie Zimowym Rzeźby w Warszawie